# Pangium
Pangium é um género botânico pertencente à família Achariaceae, apresentando apenas três espécies.

## Espécies
- Pangium ceramense
- Pangium edule
- Pangium naumanni